# Girobicúpula cuadrada
En geometría, la girobicúpula cuadrada es uno de los sólidos de Johnson (J29). Al igual que la ortobicúpula cuadrada (J28), puede construirse uniendo dos cúpulas cuadradas (J4) por sus bases. La diferencia es que, en este sólido, una de sus mitades está rotada 45 grados respecto de la otra.
La girobicúpula cuadrada es la segunda girobicúpula de un conjunto infinito de ellas.
Los 92 sólidos de Johnson fueron nombrados y descritos por Norman Johnson en 1966.